# ФК Младост (Лучани)
„Мла́дост“ (на сръбски: Фудбалски клуб Младост) е футболен клуб от град Лучани, Моравишки окръг, Сърбия.
През сезон 2013/2014 заема първо място в Първа лига и получава възможността да играе в Сръбска суперлига.

## История
През сезон 2006/2007 отборът печели за пръв път промоция в Сръбска суперлига. Само след година обаче се завръща в Първа лига. През сезон 2008/2009 отборът заема 14-о място. Клубът играе на „Младост“, с капацитет 8000 зрители. Главният съперник на отбора е отборът на „Борац“ от град Чачак. Групата на феновете се нарича – Uranium Boys.

## Успехи
Сърбия:
- Сръбска суперлига
  - 4-то място (1): 2016/17
- Купа на Сърбия:
  -  Финалист (1): 2017/18
- Първа лига на Сърбия по футбол: (2 ниво)
  -  Победител (2): 2006/07, 2013/14
- Сръбска лига Запад: (3 ниво)
  -  Победител (2): 2003/04, 2005/06

 Югославия:
- Трета лига на Югославия: (3 ниво)
  -  Победител (1): 1988/89 (Изток)

 Сърбия и Черна гора:
- Втора лига на Сърбия и Черна гора: (2 ниво)
  -  Трето място (1): 1994/95

## Известни играчи
- Боян Мишич
- Джордже Лазич
- Иван Милошевич
- Милан Перич
- Мурад Гусейнов